# Egmont Foundation
Die Egmont Foundation ist die Muttergesellschaft des dänischen Medienhauses Egmont, das 1878 von Egmont Harald Petersen unter dem Namen P. Peterson Druckerei gegründet wurde. Das Unternehmen hat seinen Sitz in Kopenhagen und ist heute eine führende Mediengruppe in Skandinavien.

## Stiftung
Kurz vor seinem Tod wandelte Egmont Harald Petersen sein Unternehmen in eine Stiftung um, da weder eines seiner Kinder volljährig war noch seine Frau für eine Nachfolge als Geschäftsführerin in Frage kam. Ziel der Stiftung war es, sowohl die finanzielle Situation der Familie zu sichern als auch karitative Zwecke zu unterstützen. Jedes Jahr spendet Egmont 13 Mio. €, um das Leben von Kindern und Jugendlichen zu verbessern. Seit 1920 hat die Stiftung mehr als 370 Mio. € gespendet.

## Werdegang
Bei seinem Tod hinterließ Petersen ein aufstrebendes Unternehmen mit 115 Mitarbeitern und einem Umsatz von rund 800.000 Kronen (entsprechend ca. 38 Mio. Kronen heute). Die Firma expandierte vor allem in Skandinavien weiter und ist heute der Marktführer für Magazine und Zeitschriften, mit einer geschätzten Leserschaft von 5 Millionen in Dänemark, Schweden, Norwegen und Finnland.
Nach dem Zweiten Weltkrieg gelang es dem damaligen Geschäftsführer, eine Kooperation mit Walt Disney einzugehen. Diese sicherten dem Verlag die Mitrechte am Druck und Vertrieb der Comics von Disney. So erschien 1948 der erste Disney-Comic in Schweden. 1951 wurde zu diesem Zwecke der Tochter-Verlag Ehapa in Deutschland gegründet. Ab den 1980er und 1990er Jahren erfolgte die Ausdehnung nach Osteuropa und Asien. Heute ist die Egmont Verlagsgruppe in 20 Ländern vertreten.
1963 kaufte Egmont das dänische Verlagshaus Aschehoug auf, welches mit der Publikation einer Enzyklopädie arg in Bedrängnis geraten war. Diesem Verlag folgten weitere in Skandinavien, so dass Egmont heute Marktführer im Skandinavischen Raum ist, was die Bücherpublikation betrifft. Weltweit gehört Egmont zudem zu den größten Verlagen in der Kinderbuchpublikation.
Frühzeitig erkannte Egmont den Einfluss des Film- und Fernsehmediums. Daher wurde eine eigene Werbeagentur gegründet, die sich vorrangig um die Werbekunden der eigenen Magazine und Zeitschriften kümmerte. 1992 fusionierte sie mit dem ältesten Filmstudio der Welt, der Nordisk Film (gegründet 1906) und entwickelte sich bis heute zur größten privaten Film- und Fernsehproduktionsgesellschaft Skandinaviens.
Im Jahr 2004 erwirtschaftete das Unternehmen knapp eine Milliarde Euro Umsatz in 21 Ländern. 2008 erfolgte die volle Übernahme des größten norwegischen Zeitschriftenverlages Hjemmet Mortensen und 50 % von Zentropa.
In den Folgejahren akquirierte Egmont weitere Unternehmen, die das Wachstum des Unternehmens beschleunigten und den Anteil digitaler Umsätze am Gesamtumsatz erhöht haben. Heute ist Egmont im Besitz von TV 2 Norge (größte kommerzielle Mediengruppe Norwegens), Nordisk Film inkl. 50 % an Zentropa (größter skandinavischer Filmproduzent und -distributor, verschiedene Computer-/Handyspiele Produzenten, und exklusiver Distributor für PlayStation), Egmont Publishing (verlegt weltweit mehr als 700 Zeitschriften und ist an verschiedenen führenden Online Händlern und Werbeagenturen beteiligt), diverse Buch- und Bildungsverlage (Lindhardt og Ringhof, Alinea, Alfabeta etc.).

## Wirtschaftsdaten
- Derzeitiger CEO: Steffen Kragh
- Umsatz: 1.560 Mio. € (2016)
- Mitarbeiter: Rund 6.200 (2016)
- Sparten:
  - Film-, Werbe- und Fernsehproduktion (vorwiegend Skandinavien)
  - Magazine und Zeitschriften (vorwiegend Skandinavien)
  - Fernsehsender (vorwiegend Norwegen)
  - Computer- und Handyspielproduzenten (weltweit)
  - Online-Händler (Skandinavien)[9][10]
  - Werbeagenturen (Skandinavien)[11]
  - Comics, Vorschul- und Jugendbücher (weltweit)
  - Literatur allgemein (vorwiegend Skandinavien)
  - Lernmaterialien (vorwiegend Skandinavien)
  - eSports (weltweit)[12]
  - VR (weltweit)[13]
  - Geschenkkarten (Weltweit)